# Skælskørs kommun
Skælskørs kommun låg i Västsjällands amt i Danmark. Kommunen hade 11 899 invånare (2004) och en yta på 170,02 km². Skælskør var centralort. Från 2007 ingår kommunen i Slagelse kommun.